# Mikoyan MiG-27
O Mikoyan MiG-27 (МиГ-27 em alfabeto cirílico) (apelidado de "Flogger" pela OTAN) é um caça-bombardeiro, originalmente produzido pela Mikoyan na antiga União Soviética na década de 70, mais tarde foi construído sob licença na Índia pela Hindustan Aeronautics com o nome de Bahadur. Seu projeto foi baseado no MiG-23, porém com otimização para operar melhor como bombardeiro.
Seus principais utilizadores eram Bielorrússia, Índia, Cazaquistão, Rússia, Ucrânia, Sri Lanka e Cazaquistão, sendo que este último é o único que ainda tem aeronaves deste tipo em operação (ao menos doze).

## Desenvolvimento
O MiG-27 compartilha basicamente a mesma fuselagem do MiG-23, com pequena diferença no seu nariz inclinado para baixo, que foi emprestado do MiG-23B, resultado da eliminação do radar frontal, melhorando consideravelmente a visibilidade do piloto. Também foi adicionado um laser para calcular a distância do alvo em terra, e as laterais da cabine do piloto receberam blindagem especial para operar em ambientes hostis, e a fim de conceber uma configuração mais simplificada, com redução de peso e conseqüente ganho de desempenho para voar em baixa altitude, foram introduzidas entradas de ar e bocais dos motores fixos e mais leves. A aeronave recebeu também modificações para operar em pistas irregulares, através da utilização de rodas e pneus mais largos no seu trem de pouso.